# Snak King
 (janvier 2025).
 (décembre 2024).
Si vous disposez d'ouvrages ou d'articles de référence ou si vous connaissez des sites web de qualité traitant du thème abordé ici, merci de compléter l'article en donnant les références utiles à sa vérifiabilité et en les liant à la section « Notes et références ».
Snak King est un fabricant privé de snacks fondé en 1978, dont le siège social est à Industry, en Californie.
Snak King fabrique des chips de pommes de terre, des chips tortilla, des noix, du pop-corn et d'autres collations sous des marques privées ainsi que sous ses propres marques déposées. L'entreprise est l'un des plus grands fabricants de snacks aux États-Unis, employant environ 950 personnes et exploitant plus de 600 000 pieds carrés d'espace de fabrication et d'entreposage.
En décembre 2011, Snak King a acquis CJ Vitner Company, un fabricant et distributeur de snacks basé à Chicago.

## Histoire
Snak King a été créée en 1978 par trois groupes d’investisseurs : un fabricant de couenne de porc, un distributeur et une usine de fabrication. L’un des investisseurs de l’époque était Mike Levin, père de l’actuel président - directeur général, Barry Levin. Barry Levin a rejoint l'entreprise en 1979 et a peu de temps après acheté un tiers des parts de la société. Il a acheté les deux tiers restants au cours des cinq années suivantes.
En 1982, Snak King a déménagé de son installation originale de 1200 pieds carrés dans le centre-ville de Los Angeles vers une installation de 50 000 pieds carrés. Cette année-là, l’entreprise a lancé sa marque El Sabroso. En 1984, la gamme s'est enrichie de pop-corn et de maïs au caramel, puis s'est étendue aux bouffées de fromage et aux boucles de fromage . En 1994, l'entreprise a déménagé à Industry, en Californie. En 2000, Snak King a acquis les gammes de chips de maïs, de pop-corn et de snacks extrudés de la marque de snacks Granny Goose basée sur la côte ouest.
En octobre 2004, des pluies ont provoqué un effondrement massif du toit de son usine de fabrication et de distribution, dont la reconstruction a pris trois ans à l'entreprise, pour un coût de plus de 30 millions de dollars.
L' acquisition de Vitner's en 2011 a presque doublé les effectifs et la surface de vente de Snak King. Fondée en 1926, Vitner's produit des chips de pommes de terre, des chips tortilla, des feuilletés et des boucles extrudés et d'autres snacks sous sa propre marque ainsi que sous des marques privées. Vitner's distribue ses produits dans plus de 20 États à partir de ses centres de distribution de Chicago et d'Elk Grove Village, dans l'Illinois, et de Merrillville, dans l'Indiana.

## Marques
- El Sabroso
- Granny Goose
- Jensen's Orchard
- Nutibles
- The Whole Earth

## Récompenses
En 2006, Snak King a reçu le prix « Excellence in Business-Manufacturing » du Los Angeles Business Journal ainsi que le prix du fabricant de snacks de l'année décerné par Snack Food & Wholesale Bakery.
En 2007, Barry Levin a été honoré par Ernst & Young comme « Entrepreneur de l’année ».
En 2008, l'équipe de direction de Snak King a reçu le prix des dirigeants de l'année décerné par Snack Food & Wholesale Bakery.
En 2011, Levin a reçu le prix de la Petite Entreprise de l'Année de l'État de Californie et a été l'un des 18 « Champions du Changement » des Petites Entreprises qui ont rencontré des représentants de l'Administration de la Maison Blanche.
En 2013, Snak King a reçu le prix de l'entreprise de l'année décerné par le San Gabriel Valley Economic Partnership.